# Malindipieper
De malindipieper  (Anthus melindae) is een soort zangvogel uit de familie piepers en kwikstaarten van het geslacht Anthus.

## Verspreiding en leefgebied
Deze soort telt twee ondersoorten:
- A. m. mallablensis: het zuidelijke deel van Centraal-Somalië.
- A. m. melindae: zuidelijk Somalië en de Keniaanse kust.